# Ismael Sánchez
Nelson Ismael Sánchez Jiménez (* 17. Juni 1982) ist ein dominikanischer Radrennfahrer.

## Karriere
Ismael Sánchez wurde 2007 dominikanischer Meister im Straßenrennen. Zweimal, 2012 und 2016 gewann er die Rundfahrt seines Heimatlands, die Vuelta a la Independencia Nacional. Außerdem gewann er 2005 bis 2016 vierzehn Abschnitten internationaler Etappenrennen.

## Erfolge
2005
- zwei Etappen Vuelta a la Independencia Nacional
- drei Etappen Tour de la Martinique
- eine Etappe Tour de la Guadeloupe

2006
- eine Etappe Tour de la Martinique

2007
- eine Etappe Vuelta a la Independencia Nacional
- Dominikanischer Meister – Straßenrennen
- eine Etappe Vuelta a Ecuador

2008
- eine Etappe Vuelta a Costa Rica

2009
- eine Etappe Tour de la Guadeloupe

2010
- eine Etappe Vuelta a la Independencia Nacional

2012
- Gesamtwertung Vuelta a la Independencia Nacional

2016
- Gesamtwertung, Bergwertung, zwei Etappen und Mannschaftszeitfahren Vuelta a la Independencia Nacional

2017
- Gesamtwertung, eine Etappe und Mannschaftszeitfahren Vuelta a la Independencia Nacional
- Dominikanischer Meister – Straßenrennen